# 卡塔尔—马来西亚关系
卡塔尔－马来西亚关系（阿拉伯语：‎）是指卡塔尔和马来西亚之间的双边关系，两国交往的历史最早可追溯至1974年。马来西亚于2004年8月在多哈设有一间大使馆，而卡塔尔也于同年9月在吉隆坡设有一间大使馆。

## 國家領導人访问
2019年12月11日，時任马来西亚首相马哈迪·莫哈末抵达卡塔尔展开4天官访，这是马哈迪在2018年马来西亚大选后，首次访问卡塔尔。两国领导人也见证两国外交部成立高阶联合委员会谅解备忘录签署仪式。

## 经贸往来
两国之间的外交关系多体现于经贸往来。卡塔尔对马来西亚出口运输的首要产品包含石油、化工、铝制品与轻机械设备；马来西亚则对卡塔尔出口运输为机械、木制品、电气设备和金属制品。
2011年12月5日，卡塔尔时任埃米尔哈迈德·本·哈利法·阿勒萨尼到访马来西亚，并宣布两国之间设立总值20亿美元的投资基金，在管理、法律和人权领域上展开区域合作计划。马来西亚一方亦有邀卡塔尔方面到柔佛依斯干达特区进行投资。2010年至2013年期间，卡塔尔政府也在柔佛州边佳兰设立总值160亿令吉的石油与天然气工业投资计划。
马来西亚有几家公司入驻卡塔尔经营，包括大马机场控股公司、金务大有限公司、森那美、UEM公司、WCT工程、睦兴旺工程等。迄2012年为止，该国企业在卡塔尔共有25个发展项目。